# Скала-Коелі
Скала-Коелі (італ. Scala Coeli, сиц. Scala Celi) — муніципалітет в Італії, у регіоні Калабрія,  провінція Козенца.
Скала-Коелі розташована на відстані близько 460 км на південний схід від Рима, 70 км на північ від Катандзаро, 60 км на схід від Козенци.
Населення — 1053 особи (2014).
Щорічний фестиваль відбувається 13 червня. Покровитель — Sant'Antonio da Padova.

## Демографія
Населення за роками:

Станом на 1 січня 2023 року в муніципалітеті офіційно проживали 33 іноземці з 5 країн, серед них 32 громадяни країн Євросоюзу.

## Сусідні муніципалітети
- Кампана
- Каріаті
- Круколі
- Мандаториччо
- Терравеккія
- Умбріатіко